# Moszczanka (dopływ Ropy)
Moszczanka – potok w powiecie gorlickim, w województwie małopolskim, w Polsce. Należy do zlewiska Morza Bałtyckiego dorzecza Wisły. Jego źródła znajdują się w Staszkówce. Następnie potok przepływa przez Moszczenicę (obie wsie w gm. Moszczenica), Zagórzany (gm. wiejska Gorlice), miasto Gorlice oraz Klęczany (gm. wiejska Gorlice), gdzie uchodzi do Ropy.
Główne dopływy to: Mszanka, Miastki, Potok Kwiatonowicki.
Potok po większych opadach wylewa doprowadzając do podtopień i powodzi
Moszczanka przepływa przez park przy dawnym pałacu Skrzyńskich w Zagórzanach.